# Ciliophora cryptica
Ciliophora cryptica är en svampart som beskrevs av Petr. 1929. Ciliophora cryptica ingår i släktet Ciliophora, divisionen sporsäcksvampar och riket svampar.   Inga underarter finns listade i Catalogue of Life.